# Benoît Magimel
Benoît Magimel (París, 11 de mayo de 1974) es un actor francés.

## Biografía
Es hijo de un empleado bancario y una enfermera. Tiene un hermano menor llamado Arnaud y una hermana menor.
En 1999 comenzó una relación sentimental con la actriz francesa Juliette Binoche. La pareja tuvo una hija, Hannah Magimel, el 16 de diciembre de 1999. La relación terminó en 2003.
Mantiene una relación de pareja con la actriz Nikita Lespinasse, fruto de la cual es su hija Djinina Magimel, nacida el 19 de octubre de 2011.

## Carrera
Tras realizar un casting, debutó en el cine a los 14 años como protagonista en el filme La vie est un long fleuve tranquille, dirigido por Étienne Chatiliez.
A los 16 años, Benoît interrumpe sus estudios para dedicarse completamente a la carrera de la actuación y la comedia después del éxito obtenido en su primera película. 
En 1995 realiza apariciones en las películas La fille seule [Chica soltera] y El odio con una mayor relevancia y en papeles protagonistas. 
En 1996 recibe el apoyo del director André Téchiné quien le otorga un papel en la cinta Les voleurs [Los ladrones].
En el 2011 se unió al elenco principal de la película Forces spéciales, donde interpretó al capitán Tic-Tac, un miembro del grupo de las fuerzas especiales francesas y encargado de los explosivos.
En 2017 rodó, junto a Mélanie Thierry, Benjamin Biolay y Shulamit Adar, la coproducción franco-belga-suiza Marguerite Duras. París 1944.

## Filmografía

### Películas
- 1988: La vie est un long fleuve tranquille de Etienne Chatiliez.
- 1989: Papa est parti, maman aussi de Christine Lipinska.
- 1992: Les Années campagne de Philippe Leriche.
- 1992: Toutes peines confondues de Michel Deville.
- 1993: Le Cahier volé de Christine Lipinska.
- 1994: L'Incruste de Emilie Deleuze.
- 1995: La Fille seule de Benoît Jacquot.
- 1995: El odio de Mathieu Kassovitz.
- 1996: Les Voleurs de André Téchiné.
- 1996: Quinze sans billets de Samuel Tasinaje.
- 1997: Papa de Laurent Merlin.
- 1998: Déjà mort de Olivier Dahan.
- 1998: Warning de Nicolas Klein.
- 1998: Une minute de silence de Florent Emilio Siri.
- 1999: Elle et lui au 14e étage de Sophie Blondy.
- 1999: Le Saut de l'ange de Camille Guichard.
- 1999: Confesiones íntimas de una mujer de Diane Kurys.
- 2000: Le roi danse de Gérard Corbiau.
- 2000: Según Matthieu de Xavier Beauvois.
- 2001: Lisa de Pierre Grimblat.
- 2001: La pianista de Michael Haneke (Premio a la mejor interpretación en el Festival de Cannes 2001).
- 2002: Nido de avispas de Florent Emilio Siri.
- 2003: Errance de Damien Odoul.
- 2003: Effroyables Jardins de Jean Becker.
- 2003: La flor del mal de Claude Chabrol.
- 2004: Les rivières pourpres II - Les anges de l'apocalypse de Olivier Dahan.
- 2004: La dama de honor de Claude Chabrol.
- 2005: Trouble de Harry Cleven.
- 2005: Héroes del cielo de Gérard Pirès.
- 2006: Según Charlie de Nicole Garcia.
- 2007: Una chica cortada en dos de Claude Chabrol.
- 2010: Pequeñas mentiras sin importancia de Guillaume Canet.
- 2011: Forces spéciales de Stéphane Rybojad.
- 2017: Carbón de Olivier Marchal.
- 2019: Una chica fácil de Rebecca Zlotowski.
- 2021: Es su vida (De son vivant) de Emmanuelle Bercot.
- 2022: Pacifiction de Albert Serra.
- 2023: El rey de la calle (Omar la Fraise) de Elias Belkeddar
- 2023: A fuego lento (La passion de Dodin Bouffant) de Tran Anh Hung

### Series de televisión
| Año         | Título                                        | Personaje       | Notas                              |
| ----------- | --------------------------------------------- | --------------- | ---------------------------------- |
| 2016 - 2018 | Marsella                                      | Lucas Barres    | 8 episodios                        |
| 1994        | Tous les garçons et les filles de leur âge... | Pierre          | episodio "L'incruste"              |
| 1994        | Jalna                                         | Eden            | miniserie                          |
| 1993        | L'instit                                      | Félix           | episodio "Les chiens et les loups" |
| 1993        | Le voyant                                     | Joven           | episodio "Pleine lune"             |
| 1991        | Le Lyonnais                                   | Robert Rodrigue | episodio "Régis l'éventreur"       |
| 1989        | Pause-café                                    | Gérard          | episodio "Les verres cassés"       |

## Premios y distinciones
Festival Internacional de Cine de Cannes
| Año  | Categoría   | Película    | Resultado |
| ---- | ----------- | ----------- | --------- |
| 2001 | Mejor Actor | La Pianiste | Ganador   |

| Año  | Categoría             | Premio                  | Películas   | Resultado |
| ---- | --------------------- | ----------------------- | ----------- | --------- |
| 2013 | Best Supporting Actor | César Award             | Cloclo      | Nominado  |
| 2002 | -                     | Rémy Julienne Award     | -           | Ganó      |
| 2001 | Best Actor            | Audience Award          | La pianista | Nominado  |
| 1997 | Best Actor            | Prix Michel Simon Award | Les voleurs | Ganó      |
| 1997 | Most Promising Actor  | César Award             | Les voleurs | Nominado  |